# Antoine Valois-Fortier

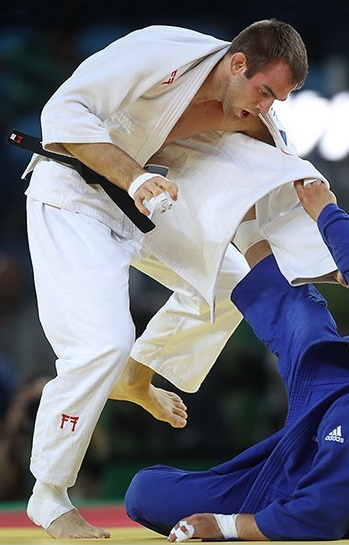
Antoine Valois-Fortier bei den Olympischen Spielen 2016

Antoine Valois-Fortier (* 13. März 1990 in Vanier (Quebec), heute zur Stadt Québec gehörend) ist ein kanadischer Judoka, der 2012 eine olympische Bronzemedaille gewann.

## Sportliche Karriere
Antoine Valois-Fortier war 2005 kanadischer U17-Meister in der Gewichtsklasse bis 73 Kilogramm. Seit 2006 kämpft der 1,90 m große Judoka in der Gewichtsklasse bis 81 Kilogramm. 2007 und 2008 war er in dieser Gewichtsklasse kanadischer U20-Meister, 2010 gewann er seinen ersten Meistertitel in der Erwachsenenklasse. Seine erste internationale Medaille erhielt Valois-Fortier bei den Panamerikanischen Meisterschaften 2011, als er nur dem Argentinier Emmanuel Lucenti unterlag und sich in der Hoffnungsrunde zur Bronzemedaille durchkämpfte, den Kampf um Bronze gewann er gegen den Kubaner Osmay Cruz. Bei den Panamerikanischen Spielen 2011 besiegte er Emmanuel Lucenti im Viertelfinale, verlor aber das Halbfinale gegen den Brasilianer Leandro Guilheiro. Im Kampf um Bronze besiegte er wieder Osmay Cruz. Bei den Panamerikanischen Meisterschaften 2012 in Montreal verlor Valois-Fortier im Finale gegen Leandro Guilheiro. Beim olympischen Turnier 2012 in London unterlag der Kanadier im Viertelfinale dem Russen Iwan Nifontow. Nach Siegen über Emmanuel Lucenti und den US-Judoka Travis Stevens in der Hoffnungsrunde erhielt Antoine Valois-Fortier eine Bronzemedaille.
2013 und 2014 siegte bei den Panamerikanischen Meisterschaften der Brasilianer Victor Penalber, Valois-Fortier erhielt jeweils die Silbermedaille. Bei den Weltmeisterschaften 2014 in Tscheljabinsk erreichte der Kanadier mit Siegen über Victor Penalber und den Franzosen Loïc Pietri ebenfalls das Finale, dort unterlag er dem Georgier Awtandil Tschrikischwili. 2015 gewann Valois-Fortier in Edmonton Bronze bei den Panamerikanischen Meisterschaften, nachdem er im Halbfinale gegen Emmanuel Lucenti verloren hatte. Bei den Weltmeisterschaften 2015 in Astana unterlag er im Halbfinale gegen Loïc Pietri und besiegte im Kampf um Bronze den Südkoreaner Lee Seung-su. 2016 siegte Valois-Fortier im Finale der Panamerikanischen Meisterschaften gegen Travis Stevens. Bei den Olympischen Spielen 2016 in Rio de Janeiro besiegte er Pietri und Lucenti, unterlag dann aber dem späteren Olympiasieger Chassan Chalmursajew aus Russland und dem Japaner Takanori Nagase.
2017 war Valois-Fortier kanadischer Meister. 2018 siegte er im Finale der Panamerikanischen Meisterschaften gegen Medickson Del Orbe aus der Dominikanischen Republik. Bei den Weltmeisterschaften 2019 in Tokio unterlag er im Viertelfinale dem Iraner Saeid Mollaei. Mit Siegen über den Deutschen Dominic Ressel und den Ägypter Mohamed Abdelaal erkämpfte er eine Bronzemedaille. Bei seiner dritten Olympiateilnahme 2021 in Tokio schied er im Achtelfinale gegen den Russen Alan Chubezow aus. Ende 2021 beendete er seine Karriere als Leistungssportler.